# Codriophorus
Codriophorus là một chi rêu trong họ Grimmiaceae.